# Вальтер фон Клінґен
Ва́льтер фон Клі́нґен (нім. Walther von Klingen; перша згадка у 1240, Клінгнау — 1 березня 1286, Базель) — швейцарський середньовічний поет періоду пізнього мінезангу.

## Біографія
Вальтер був сином Ульріха II, засновника швейцарського міста Клінгнау і представника багатого і впливового роду Клінген. Розділивши зі своїми двома братами батьківську спадщину в 1250–1251 роках, Вальтер заснував разом з братом Ульріхом в 1252 році монастир; потім у 1256 році вже один заснував монастир Клінгенталь близько Базеля, а у 1269 році — монастир Сіон в Клінгнау. Він користувався політичним впливом і значився у свиті імператора Рудольфа Габсбургського.

## Творчість
Ліричні пісні Вальтера фон Клінга відрізняються витонченістю форми; в них помітний вплив Готфріда фон Нейфена. У Манесському кодексі збереглося 8 творів мінезінгера.